# Niue
Niue je nezávislý stát volně přidružený k Novému Zélandu, který zodpovídá za jeho obranu a zahraniční politiku. Rozkládá se na stejnojmenném korálovém ostrově, který leží v Tichém oceánu ve vzdálenosti 2 400 kilometrů severovýchodně od Nového Zélandu a východně od Tongy. Ostrov zabírá území 161,46 km² v jižní části Tichého oceánu. Většinu ostrovní populace 1 681 obyvatel tvoří domorodí Polynésané, jejichž počet stále klesá. Vedle vlastních polynéských Niuesanů zde žije mnoho polynéských přistěhovalců z Tongy a Samoy a též bílí usedlíci z Nového Zélandu, v menší míře i Evropané. Hlavním městem státu je město Alofi.

## Historie
Ostrov byl objeven britským mořeplavcem Jamesem Cookem v roce 1774, který jej kvůli nepřátelským obyvatelům pojmenoval Savage Island (Divošský ostrov). Od roku 1846 byl pod správou Londýnské misionářské společnosti. Roku 1900 se ostrov stal britským územím, o rok později byl přičleněn k britskému závislému území Nový Zéland. Po osamostatnění Nového Zélandu roku 1907 zůstal pod jeho správou, od roku 1946 jako součást Cookových ostrovů, tehdy rovněž závislých na Novém Zélandu.
Od roku 1974 se ostrov těší nezávislosti, stále však udržuje dobrovolný svazek s Novým Zélandem. Ten spravuje jeho zahraniční záležitosti, zajišťuje jeho vojenské zabezpečení a poskytuje pomoc, podobně jako v případě Cookových ostrovů. Niue nemá vlastní armádu. 
Hlavou státu je dle ústavy z roku 1974 britský monacha (tedy Karel III.), zastupovaný novozélandským generálním guvernérem (v současnosti Cindy Kiro)
V lednu roku 2004 byl ostrov těžce zasažen cyklónem Heta. Řádění živlu za sebou zanechalo 2 mrtvé a poničený ostrov.

## Symboly
Niue, závislé území, Nového Zélandu, užívá vedle novozélandských symbolů i své vlastní.

### Vlajka
Niueská vlajka je tvořena zlatožlutým listem o poměru stran 1:2 a s (podle vzoru britských služebních vlajek) v kantonu umístěnou britskou vlajkou (Union Jackem), doplněnou o čtyři žluté, pěticípé hvězdy na ramenech a větší žlutou hvězdou v modrém kruhu ve středu kříže.

### Hymna
Niueská hymna je píseň Ko e Iki he Lagi (česky Pán v nebi). Píseň vznikla před rokem 1970, není známo, kdo je autorem, ale pro přijetí ji upravil Sioeli Fusikata.

## Hospodářství

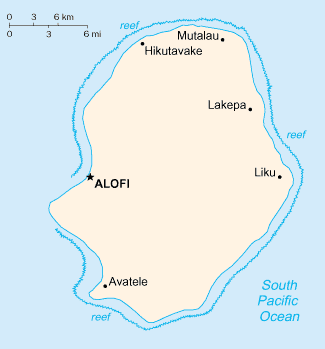
Mapa Niue

Ostrov je vývozcem tropického ovoce, kopry, medu a citrusových plodů. Převážná část populace pracuje v rodinných plantážích. Těžkou ránu zasadil ekonomice ostrova cyklón, který se přehnal přes ostrov v roce 2004.
V srpnu 2005 zveřejnila australská těžební společnost Yamarna Goldfields zprávu, že ostrov má pravděpodobně největší světové zásoby strategické suroviny následujících let – uranu. V září 2005 bylo oznámeno, že společnost ruší své plány, protože průzkumné vrty neidentifikovaly žádné suroviny k průmyslové těžbě. Australská komise pro cenné papíry následně stíhala dva ředitele těžební společnosti po podezření, že oznámení o zásobách bylo součástí jejich insider tradingu.

## Státní ceniny
Od října 1891 byl ostrov zařazen v poštovní organizaci UPU nepřímo pod Australasií a přímo od října 1907 pod Novým Zélandem. Od roku 1902 zde platily poštovní známky Nového Zélandu opatřené přetiskem NIUE, od roku 1920 byly užívány známky bez přetisku, s vytištěným názvem NIUE. V období let 1938 až 1945 byly opatřeny doplňkovým označením COOK ISLANDS. Známky a nově i aršíky s exotickými náměty kvůli příjmům od filatelistů vydává ostrov i nadále.

Zahraniční vztahy Niue:
Niue
Státy udržující diplomatické vztahy s Niue

Oficiální měnou je novozélandský dolar. Kromě toho vydává Niue vlastní mince. Niuský dolar ve světě proslul především díky jednodolarové minci z roku 2001, která na sobě má vyobrazeného Pokémona Pikachu a je tak pravděpodobně jedinou mincí na světě s vyraženou anime postavou. V roce 2001 byla vydána série 5 jednodolarových mincí s postavičkami Pokémonů a v roce 2010 ještě jedna desetidolarová. Niuský dolar však není používán v oběhu, podobně jako známky jsou mince raženy jako rarity pro sběratele. Licenci ostrova Niue získala také Česká mincovna, která díky tomu razí investiční zlaté a stříbrné mince s motivem českého lva a portrétem a jménem královny Alžběty II. Tyto mince jsou volně k dostání na českém trhu a mají, jako jiné investiční nástroje, sloužit k uchování hodnoty.

## Náboženství
Celkem 75 % obyvatel se hlásí k místní protestantské církvi Eklesia Niue (přesněji Congregational Christian Church of Niue, Kongregační církev Niue). Jak název napovídá, jde o církev kongregačního typu. Založena byla misionáři ze Samoy, pracujícími pro Londýnskou misijní společnost. Plně samostatnou církví se stala roku 1970. Členy má i na samotném Novém Zélandu. Hlásí se k ní aktuálně 75 % niuské populace, což činí 1190  členů v 16 samostatných kongregacích (sborech), o něž pečuje celkem 12 pastorů. Hlásí se k ní i zhruba 4,500 Niueanů žijících na Novém Zélandu. Církev je členem Světové rady církví, Pacifické rady církví, Rady světové misie, Světového společenství reformovaných církví, Světové aliance reformovaných církví a Niuského společenství církví.